# Ibn Yacoub
Ibn Yacoub (franska: Ibn Yacoub (CR), Ibn Yacoub (Commune Rurale), arabiska: الوكوم) är en kommun i Marocko.   Den ligger i provinsen Tata och regionen Souss-Massa, i den centrala delen av landet, 500 km söder om huvudstaden Rabat. Antalet invånare är 2 934.